# Eugenio Frate
Eugenio Frate (Rionero Sannitico, 25 marzo 1915 – Moni Susinu Kipitisti, 14 novembre 1940) è stato un militare italiano, insignito della medaglia d'oro al valor militare alla memoria nel corso della seconda guerra mondiale.

## Biografia
Nacque a Rionero Sannitico, provincia di Campobasso, il 25 marzo 1915, figlio di Tommaso e Giulia Franco.
Arruolato nel Regio Esercito con l'assegnazione alla ferma minore di 2º grado in quanto orfano di padre, assolse gli obblighi del servizio militare di leva dal 6 ottobre 1936 al 15 marzo 1937 presso il 37º Reggimento fanteria "Ravenna". Posto in congedo riprese il suo lavoro come agricoltore. Richiamato in servizio attivo per mobilitazione generale il 30 maggio 1940, fu assegnato al 48º Reggimento fanteria "Ferrara" di stanza a Bari e dopo pochi giorni partì per l'Albania. Cadde in combattimento sul fronte greco-albanese a Moni Susinu Kipitisti il 14 novembre 1940, e fu insignito della medaglia d'oro al valor militare alla memoria.
Nel 1958, nei locali del Distretto Militare di Campobasso, in occasione della ricostituzione del 48º Reggimento fanteria, sua figlia venne simbolicamente adottata quale Figlia del reggimento.

### Fonti
1. ↑  Gruppo Medaglie d'Oro al Valore Militare 1965, p. 453.
2. 1 2 3 4 5 6  Combattenti Liberazione.
3. ↑   Frate Eugenio, su quirinale.it, Presidenza della Repubblica Italiana. URL consultato il 19 luglio 2020.
4. ↑  Registrato alla Corte dei conti il 15 novembre 1944, registro n.8 guerra, foglio 7.